# عدنان جعفر
عدنان جعفر (انگلیسی: Adnan Jafar؛ زادهٔ ۲۹ دسامبر ۱۹۴۹) بازیکن فوتبال اهل عراق بود.
از باشگاه‌هایی که در آن بازی کرده‌است می‌توان به باشگاه فوتبال الشرطه (عراق) اشاره کرد.
وی همچنین در تیم ملی فوتبال عراق بازی کرده‌است.ref>"Iraq – Record International Players". RSSSF.</ref>